# Sjörövaren
Sjörövaren (engelska: The Black Pirate) är en amerikansk äventyrs-actionfilm i två-färgs Technicolor från 1926 i regi av Albert Parker. I huvudrollerna ses Douglas Fairbanks, Donald Crisp, Sam De Grasse och Billie Dove.

## Handling
En ung man söker hämnd för sin fars död, genom att ansluta sig till piratgänget som orsakat den.

## Rollista i urval
- Douglas Fairbanks - The Duke of Arnoldo/The Black Pirate
- Billie Dove - Princess Isobel
- Anders Randolf - Pirate Captain
- Donald Crisp - MacTavish
- Tempe Pigott - Duenna
- Sam De Grasse - Pirate Lieutenant
- Charles Stevens - Powder Man
- Charles Belcher - Chief passenger (Nobleman)
- E. J. Ratcliffe - the Governor